# Nuestros cuerpos, nuestras vidas
Nuestros cuerpos, nuestras vidas, (en inglés Our Bodies, ourselves) es un libro sobre la salud y la sexualidad de las mujeres editado por la organización Our Bodies Ourselves (originalmente denominado Boston Women's Health Book Collective).
Es uno de los textos de referencia en la historia del feminismo de los años 70 y fue clave para empezar a denunciar la falta de control de las mujeres sobre su propio cuerpo y los abusos médicos al respecto. Ha sido considerado como uno de los libros más influyentes de la literatura norteamericana del siglo XX. 
La primera edición del libro, escrito por y para mujeres, se publicó en 1971, con información sobre muchos aspectos de la salud y la sexualidad de las mujeres, incluyendo salud sexual, orientación sexual, identidad de género, control de natalidad, aborto, embarazo y parto, violencia y abuso y menopausia. La edición más reciente del libro se publicó en 2011. El libro anima a las mujeres a reclamar su sexualidad para su placer propio, e incluye capítulos sobre salud y derechos reproductivos, y sexualidad entre mujeres e independencia. El contenido fue especialmente revolucionario por avanzar en el compromiso activo de las mujeres con sus deseos sexuales reales contradiciendo el mito popular de que las mujeres eran “dóciles y pasivas,” y los hombres “activos y agresivos” en una relación sexual. La organización Gay Women's Liberation, intervino en la elaboración del apartado sobre lesbianismo, y para reunir material sobre la menopausia se hizo una encuesta entre 2.000 mujeres de Estados Unidos, en 1974.
El libro ha sido traducido y adaptado por grupos de mujeres en todo el mundo y está disponible en 29 lenguas. Las ventas han superado los cuatro millones de copias. El New York Times lo consideró un influyente libro "el libro más vendido de Estados Unidos sobre todos los aspectos de la salud de la mujer" y un "clásico feminista".
La organización publicó otros libros: Our Bodies, Ourselves: Menopause en 2006 y Our Bodies, Ourselves: Pregnancy and Birth en 2008. El Colectivo de las Mujeres de Boston publicó también Changing Bodies, Changing Lives: A Book For Teens on Sex and Relationships  y The New Ourselves, Growing Older: Women Aging with Knowledge and Power.

## Historia
El libro surgió de un folleto de 136 páginas, llamado "Las mujeres y sus cuerpos", publicado en 1970 por la New England Free Press y escrito por doce activistas feministas de Boston.
El folleto fue pensado originalmente como base para un curso de salud de la mujer, el primero escrito por mujeres para mujeres. El seminario de salud que inspiró el folleto fue organizado en 1969 por Nancy Miriam Hawley en el Boston's Emmanuel College. "No nos animaron a hacer preguntas, sino a depender de los llamados expertos", dijo Hawley a la revista electrónica Women's. "No tener voz sobre nuestra propia salud nos frustró y nos enfureció, no teníamos la información que necesitábamos, así que decidimos encontrarla por nuestra cuenta". Como resultado del objetivo, el libro contenía información destinada a guiar a las mujeres en "cómo gestionar el sistema de atención de salud estadounidense, con secciones tituladas "El Poder y el Papel de los Doctores Masculinos ","El Motivo del Beneficio en el Cuidado de la Salud " Mujeres como Trabajadores de la Salud 'y' Hospitales.'
Las autoras originales del libro explicaron que existían cuatro razones principales para crearlo: 
- en primer lugar, que las experiencias personales proporcionan una valiosa manera de entender el propio cuerpo más allá de los meros hechos que los expertos pueden proporcionar, creando una experiencia de aprendizaje de empoderamiento.
- en segundo lugar, este tipo de aprendizaje significaba que estaban "mejor preparadas para evaluar las instituciones que se supone que satisfacen nuestras necesidades de salud ...".
- en tercer lugar, la falta histórica de autoconocimiento sobre el cuerpo femenino "había tenido una consecuencia importante: el embarazo" y a través de una mayor información, las mujeres tendrían más capacidad de tomar decisiones proactivas sobre cuándo quedar embarazada.
- en cuarto lugar, la información sobre el cuerpo es quizás el tipo más esencial de educación, porque "los cuerpos son las bases físicas con las que nos movemos hacia el mundo". Sin esta información básica, las mujeres están alienadas en relación con su propio cuerpo y necesariamente en condiciones desiguales con los hombres.[10]

Las propias mujeres investigaron y redactaron la información. Wendy Sanford escribió sobre el aborto, Jane Pincus y Ruth Bell sobre el embarazo y Paula Doress y Esther Rome sobre la depresión posparto. El folleto vendió 250.000 copias en Nueva Inglaterra sin ninguna publicidad formal.
Como resultado de su éxito, las mujeres formaron la organización sin fines de lucro Boston Women's Health Book Collective (que ahora lleva el nombre Our Bodies Ourselves) y publicaron las primeras 276 páginas de Our Bodies, Ourselves in 1973. El colectivo lo publicó con el editor Simon & Schuster bajo la condición de que tendrían un control editorial completo y que los centros de salud sin fines de lucro podrían comprar copias con un descuento significativo. Presentaba historias en primera persona de mujeres y abordaba muchos temas que entonces se consideraban tabú. Desde entonces, se han vendido más de cuatro millones de copias. Simon & Schuster sigue siendo el editor actual.

## Edición en español
En 1973 se traducía el libro en español en una edición chicana.
Por qué hacer un libro así, exclusivamente realizado por mujeres? «Somos mujeres y, corno tales, no nos consideramos expertas en hombres, como ellos durante siglos han pensado respecto a nosotras», responde el colectivo de Boston. «Pero ello no quiere decir que pensemos que la mayoría de hombres del siglo XX estén menos distanciados de sus cuerpos que las mujeres» publicaba en diario El País en 1980 anunciando la primera edición en español del libro.

### Influencia en España
La primera edición del libro no se publicó en España hasta 1982, sin embargo el libro y su espíritu circuló de diversas formas durante la segunda mitad de los años 70, señala Teresa Ortiz Gómez en una investigación de la Universidad de Granada.  Una de ellas fue a través de la publicación del Cuaderno Feminista de Leonor Taboada, además de la distribución en España de sus ediciones en inglés (ediciones de 1971, 1973, 1976) e italiano (1974), e incluso de la primera edición española de este libro, publicada Boston en 1977 y dirigida a mujeres norteamericanas de habla hispana. 
La traducción desde el inglés -explica Ortiz- fue realizada entre 1974 y 1976 por Raquel Scherr-Salgado, una profesora de literatura comparada de la Universidad de California, y Leonor Taboada, una universitaria argentina, y contó con la colaboración de 37 personas más, muchas de ellas pertenecientes a colectivos latinos de Estados Unidos que contribuyeron a la adaptación cultural y ampliación de contenidos. La versión hispana fue la base para la edición española de Icaria 1982 y una importante fuente de información para el Cuaderno Feminista de Leonor Taboada. En la adaptación española participó activamente el grupo catalán de self-help y colectivo feminista La Mar y aunque lo publicó finalmente Icaria, fueron varias las editoriales que participaron en el proceso, como Fontanella, o que manifestaron su interés por asumir la publicación e incluso por hacer una versión en catalán (La Sal, y la agencia literaria International Editors).
En el año 2000 fue publicado por la editorial Plaza y Janés con el nombre "Nuestros cuerpos, nuestras vidas".

## El Colectivo del Libro de la Salud de las Mujeres de Boston
El Colectivo Libro de Salud de las Mujeres de Boston es un grupo feminista que creó el libro Nuestros cuerpos, nuestras vidas. El colectivo se creó en mayo de 1969, abordando primero cursos sobre los cuerpos de las mujeres, en el seno del movimiento de las mujeres en Boston.

## Sobre el libro
El primer libro fue un producto del movimiento feminista y todavía se podría decir que refleja sus valores. 
El punto de partida fue descubrir que todas habían sufrido, en diverso grado, angustias y frustraciones a causa del paternalismo y la desinformación del sistema médico.
Poner en común experiencias que habían vivido como problemas individuales e intransferibles -la vergüenza de la menstruación, embarazos no deseados, etcétera- y contrastarlas con las diferentes fuentes científicas (libros de texto, revistas médicas. profesionales,y expertos) dio como resultado «una excitante forma de aprendizaje donde actúan la información y los sentimientos. Conocer nuestros cuerpos y sus necesidades, empezar a controlar esa parte de nuestras vidas, nos produjo una energía que se manifestó en nuestro trabajo, amistades, relaciones».
Las experiencias personales de las mujeres se toman en cuenta y se citan en el mismo, mientras que el contexto social y político de la salud de la mujer informa el contenido del libro. El libro enfatiza el empoderamiento a través de la información y el aprendizaje, específicamente, la información obtenida a través de las mujeres compartiendo la narración de sus propias experiencias personales entre sí, porque "compartiendo nuestras respuestas podemos desarrollar una base sobre la cual criticar lo que nos dicen los expertos".

## Documental
El colectivo de mujeres que inició Nuestros Cuerpos, nuestras vidas, formó parte del documental She's Beautiful When She's Angry, sobre las fundadoras del movimiento de las mujeres modernas (de 1966 a 1971).

## Ediciones del libro

### En inglés, primeras ediciones
- Women and their bodies 1970
- Our bodies ouselves 1971

### En español
- NCNV 1982 Traducido por Leonor Taboada
- Icaria, 1984 ISBN: 9788474260755
- Ediciones Libertarias-Prodhufi, 1996 ISBN 10: 8479542705 / ISBN 13: 9788479542702
- Editorial Siete Cuentos 2000 ISBN 10: 1583220240
- Barcelona, 2000. Plaza & Janés Editores